# Natació als Jocs Olímpics d'Estiu de 1932 - 400 metres lliures femenins
Els 400 metres lliures femenins va ser una de les onze proves de natació que es disputaren als Jocs Olímpics d'Estiu de Los Angeles de 1932. La competició es disputà entre el 8 i el 10 d'agost de 1932. Hi van prendre part 14 nedadores procedents de 9 països.

## Medallistes
| Or                   | Plata              | Bronze             |
| Helene Madison (USA) | Lenore Kight (USA) | Jenny Maakal (RSA) |

## Rècords
Aquests eren els rècords del món i olímpic que hi havia abans de la celebració dels Jocs Olímpics de 1932.
| Rècord del Món | 5' 31.0" | Helene Madison  | Seattle (USA)   | 3 de febrer de 1931 |
| Rècord Olímpic | 5' 42.8" | Martha Norelius | Amsterdam (NED) | 6 d'agost de 1928   |

En la tercera sèrie Lenore Kight va establir un nou rècord olímpic amb un temps de 5' 40.9". Helene Madison va establir un nou rècord del món en la final amb un temps de 5' 28.5".

## Resultats

### Sèries
Es van disputar el dijous 11 d'agost de 1932. Les dues millors nedadores de cada sèrie i la millor tercera passaven a les semifinals.
Sèrie 1
| Posició | Nedadora            | Temps  | Qual. |
| ------- | ------------------- | ------ | ----- |
| 1       | Joyce Cooper (GBR)  | 5:56.7 | QQ    |
| 2       | Norene Forbes (USA) | 5:57.8 | QQ    |
| 3       | Yvonne Godard (FRA) | 5:57.8 | qq    |
| 4       | Irene Pirie (CAN)   | 6:22.2 |       |

Sèrie 2
| Posició | Nedadora             | Temps  | Qual. |
| ------- | -------------------- | ------ | ----- |
| 1       | Helene Madison (USA) | 5:44.5 | QQ    |
| 2       | Marie Braun (NED)    | 5:50.5 | QQ    |
| 3       | Betty Edwards (CAN)  | 6:27.2 |       |

Sèrie 3
| Posició | Nedadora             | Temps  | Qual. |
| ------- | -------------------- | ------ | ----- |
| 1       | Lenore Kight (USA)   | 5:40.9 | QQ OR |
| 2       | Puck Oversloot (NED) | 5:50.3 | QQ    |
| 3       | Frances Bult (AUS)   | 6:03.0 |       |

Sèrie 4
| Posició | Nedadora              | Temps  | Qual. |
| ------- | --------------------- | ------ | ----- |
| 1       | Jenny Maakal (RSA)    | 5:53.9 | QQ    |
| 2       | Lilli Andersen (DEN)  | 6:05.1 | QQ    |
| 3       | Hatsuko Morioka (JPN) | 6:07.4 |       |
| 4       | Ruth Kerr (CAN)       | 6:25.7 |       |

### Semifinals
Es van disputar el divendres 12 d'agost de 1932. Les tres més ràpides de cada semifinal van passar a la final. Marie Braun no les va poder disputar per culpa d'una picada de mosquit que la va dur a ser ingressada en un hospital.
Semifinal 1
| Posició | Nedadora             | Temps  | Qual. |
| ------- | -------------------- | ------ | ----- |
| 1       | Helene Madison (USA) | 5:48.7 | QQ    |
| 2       | Jenny Maakal (RSA)   | 6:00.6 | QQ    |
| 3       | Norene Forbes (USA)  | 6:22.1 | QQ    |
| —       | Puck Oversloot (NED) | DNS    |       |

Semifinal 2
| Posició | Nedadora             | Temps  | Qual. |
| ------- | -------------------- | ------ | ----- |
| 1       | Lenore Kight (USA)   | 5:50.8 | QQ    |
| 2       | Yvonne Godard (FRA)  | 6:00.1 | QQ    |
| 3       | Joyce Cooper (GBR)   | 6:00.4 | QQ    |
| 4       | Lilli Andersen (DEN) | 6:05.5 |       |
| —       | Marie Braun (NED)    | DNS    |       |

### Final
Es va disputar el dissabte 13 d'agost de 1932.
| Posició | Nedadora             | Temps     |
| ------- | -------------------- | --------- |
| 1       | Helene Madison (USA) | 5:28.5 WR |
| 2       | Lenore Kight (USA)   | 5:28.6    |
| 3       | Jenny Maakal (RSA)   | 5:47.3    |
| 4       | Joyce Cooper (GBR)   | 5:49.7    |
| 5       | Yvonne Godard (FRA)  | 5:54.4    |
| 6       | Norene Forbes (USA)  | 6:06.0    |